# Othmar Schoeck
Othmar Schoeck (ur. 1 września 1886 w Brunnen, zm. 8 marca 1957 w Zurychu) – szwajcarski kompozytor i dyrygent. Znany był głównie jako kompozytor cyklów pieśni i autor wielu oper (w szczególności jednoaktówka „Penthesilea” zyskała rozgłos po premierze w Dreźnie w 1927, przypomniana ponownie na Festiwalu w Lucernie w 1999).
Urodził się w Brunnen, studiował w konserwatorium w Lipsku u Maxa Regera w latach 1907-1908, jednakże większość życia spędził w Zurychu. Jego ojciec, Alfred Schoeck był malarzem i Othmar, podobnie jak ojciec, zamierzał poświęcić się malarstwu. Odkrywszy nieprzeciętne zdolności muzyczne poświęcił się kompozycji i dyrygenturze. Po wybuchu I wojny światowej, pozostając bez środków do życia, otrzymał intratną posadę dyrygenta orkiestry symfonicznej w St. Gallen. W tym czasie nawiązał przyjaźń z Ferruccio Busonim, dzięki czemu jego styl muzyczny nabrał indywidualnego charakteru.
W tym też czasie Schoeck nawiązał przyjaźń z Rudolfem Jungiem, tenorem, który w Stanach Zjednoczonych promował jego dzieła.
Obecnie twórczość Schoecka jest na nowo odkrywana. Ze względu na dojrzałość środków wyrazu oraz ekspresję kompozytor zaliczany jest do grona najistotniejszych szwajcarskich kompozytorów XX wieku.

## Utwory na fortepian
- Klavierstücke Zwei, op. 29
- Ritornelle und Fughetten op. 68

## Utwory kameralne

### Na skrzypce i fortepian
- Sonata D-dur op. 16
- Sonata E-dur op. 46
- Sonata D-dur

### Na wiolonczelę i fortepian
- Sonata op. 47

### Kwartety
- Kwartet smyczkowy nr 1 D-dur op. 23
- Kwartet smyczkowy nr 2 C-dur op. 37
- Kwartet smyczkowy D-dur

### Inne
- Sonata na klarnet basowy i fortepian op. 41
- Andante na klarnet i altówkę i fortepian

## Utwory orkiestrowe

### Na skrzypce i orkiestrę
- Koncert skrzypcowy B-dur op. 21

### Inne
- Serenada na małą orkiestrę op. 1
- Serenada na obój, rożek angielski i smyczki op. 27
- Preludium na orkiestrę op. 48
- „Summernight” na orkiestrę smyczkową op. 58
- Suita na orkiestrę smyczkową op. 59
- Koncert na wiolonczelę i orkiestrę smyczkową op. 61
- Hymn na orkiestrę op. 64
- Koncert na róg i orkiestrę smyczkową op. 65

### Dzieła pozostałe
- Erwin i Elmire, pieśni i muzyki na cztery głosy solo i orkiestrę op. 25
- „Das Wandbild” op. 28 28
- „Der Schatz im Silbersee”

## Opery
- Don Ranudo de Colibrados op. 27
- Wenus, op. 32
- Penthesilea op. 39
- Massimilla Doni op. 50
- Das Schloss Dürande, op. 53

### Dzieła chóralne
- Vom Fischer un syner fru (Cantata), op. 43
- Eichendorf Cantata, op. 49
- Maschinenschlacht, op. 67a
- Gestutzte Eiche, op. 67b
- „Seeli” na chór męski
- „Postillon” na chór męski i orkiestrę
- „Zimmerspruch” na chór męski

## Pieśni
- Drüben geht die Sonne scheiden, op. 2/1
- Trübe wird’ s, die Wolken jagen, op. 2/2
- Auf geheimem Waldespfade, op. 2/3
- Ruhetal, op. 3/1
- Die Kapelle, op. 3/2
- Abschied, op. 3/3
- Lebewohl, op. 3/4
- Scheiden und Meiden, op. 3/5
- Auf den Tod eines Kindes, op. 3/6
- Sommerabend, op. 4/1
- Warum sind denn die Rosen so blass?, op. 4/2
- Wo? Wo? Wo wird einst des Wandermüden, op. 4/3
- Himmelstrauer, op. 5/1
- An die Entfernte, op. 5/2
- Frühlingsblick, op. 5/3
- Die Verlassene, op. 6/1
- Schifferliedchen, op. 6/2
- Vor der Ernte, op. 6/3
- Alle meine Wünsche schweigen, op. 6/4
- Marienlied, op. 6/5
- Mandolinen, op. 6/6
- Bei der Kirche, op. 7/1
- Septembermorgen, op. 7/2
- In der Herberge, op. 7/3
- Elisabeth, op. 8/1
- Aus zwei Tälern, op. 8/2
- Auskunft, op. 8/3
- Jahrestag, op. 8/4
- Die Verklärende, op. 9/1
- Du, des Erbarmens Feind, op. 9/2
- Erinnerung, op. 10/1
- Die Einsame, op. 10/2
- Guter Rat, op. 10/3
- Psalm, op. 11/1
- Psalm 23, op. 11/2
- Psalm 100, op. 11/3
- Reiselied, op. 12/1
- Wanderlied der Prager Studenten, op. 12/2
- Vergiftet sind meine Lieder, op. 13/1
- Ja, du bist elend, op. 13/2
- Dilemma, op. 13/3
- An meine Mutter, op. 14/1
- Das Schlummerlied, op. 14/2
- Schöner Ort, op. 14/3
- Schlafen, nichts als schlafen, op. 14/4
- Der Waldsee, op. 15/1
- Nun quill aus meiner Seele, op. 15/2
- Frühlingsfeier, op. 15/3
- In der Fremde, op. 15/4
- Erster Verlust, op. 15/5
- Peregrina, op. 15/6
- Im Sommer, op. 17/1
- Im Herbste, op. 17/2
- Der Kirchhof im Frühling, op. 17/3
- Peregrina II, op. 17/4
- Gekommen ist der Maie, op. 17/5
- Auf einer Burg, op. 17/6
- Erinnerung, op. 17/7
- Der frohe Wandersmann, op. 17/8
- Der Postillon, op. 18
- Herbstgefühl, op. 19a/1
- Dämmrung senkte sich von oben, op. 19a/2
- Mailied, op. 19a/3
- Mit einem gemalten Band, op. 19a/4
- Rastlose Liebe, Op. 19a/5
- Sorge, Op. 19a/6
- Ungeduld, Op. 19a/7
- Parabase, Op. 19a/8
- Nachklang, Op. 19b/1
- Suleika und Hatem, Op. 19b/2
- Suleika, Op. 19b/3
- Haben sie von deinen Fehlen, Op. 19b/4a
- Höre den Rat, den die Leier tont, Op. 19b/4b
- Wie ich so ehrlich war, Op. 19b/4c
- Unmut, Op. 19b/5
- Selige Sehnsucht, Op. 19b/6
- Warum leckst du dein Mäulchen, Op. 19b/7a
- Eine einzige Nacht an deinem Herzen, Op. 19b/7b
- Wie sie klingeln, die Pfaffen!, Op. 19/7c
- Seh’ ich den Pilgrim, Op. 19/7d
- Diese Gondel vergleich ich, Op. 19/7e
- Auf ein Kind, Op. 20/1
- An einem heitern Morgen, Op. 20/2
- Dichtersegen, Op. 20/3
- Frühlingsruhe, Op. 20/4
- Wein und Brot, Op. 20/5
- Abendwolken, Op. 20/6
- Abschied, Op. 20/7
- Auf meines Kindes Tod, Op. 20/8
- Der Kranke, Op. 20/9
- Abendlandschaft, Op. 20/10
- Der Gärtner, Op. 20/11
- Umkehr, Op. 20/12
- Nachtlied, Op. 20/13
- Nachruf, Op. 20/14
- Dithyrambe, Op. 22
- Wegelied, Op. 24
- Lenz, Op. 24a/1
- Stumme Liebe, Op. 24a/2
- An die Entfernte, Op. 24a/3
- Die drei Zigeuner, Op. 24a/4
- Das Heiligste, Op. 24a/5
- Manche Nacht, Op. 24a/6
- Das bescheidene Wünschlein, Op. 24a/7
- Glöckleins Klage, Op. 24a/8
- Der Hufschmied, Op. 24a/9
- Eine Unbekanntschaft, Op. 24a/10
- Ein Jauchzer, Op. 24b/1
- Jünger des Weins I, Op. 24b/2
- Jünger des Weins II, Op. 24b/3
- Kennst du das auch?, Op. 24b/4
- Was lachst du so?, Op. 24b/5
- Frühling, Op. 24b/6
- Keine Rast, Op. 24b/7
- Das Ziel, Op. 24b/8
- Ravenna, Op. 24b/9
- Jugendgedenken, Op. 24b/10
- Trommelschläge, Op. 26
- Waldeinsamkeit!, Op. 30/1
- Kurze Fahrt, Op. 30/2
- Winternacht, Op. 30/3
- Im Wandern, Op. 30/4
- Sterbeglocken, Op. 30/5
- Ergebung, Op. 30/6
- Nachklang, Op. 30/7
- Der verspätete Wanderer, Op. 30/8
- Nacht, Op. 30/9
- Lockung, Op. 30/10
- An die Lützowschen Jäger, Op. 30/11
- Auf dem Rhein, Op. 30/12
- Madrigal, Op. 31/1
- Die Kindheit, Op. 31/2
- Im Kreuzgang von St. Stefano, Op. 31/3
- Ruheplatz, Op. 31/4
- Epigramm, Op. 31/5
- Ach, wie schön ist Nacht und Dämmerschein, Op. 33/1
- Höre mir den Prediger, Op. 33/2
- Das Geschehne, nicht bereut’s Hafis, Op. 33/3
- Ach, wie richtete, so klagt’ ich, Op. 33/4
- Wie stimmst du mich zur Andacht, Op. 33/5
- Meine Lebenszeit verstreicht, Op. 33/6
- Ich habe mich dem Heil entschworen, Op. 33/7
- Ich habe mich dem Heil entschworen, Op. 33/8
- Lieblich in der Rosenzeit, Op. 33/9
- Horch, hörst du nicht vom Himmel her, Op. 33/10
- Nicht düstre, Theosoph, so tief!, Op. 33/11
- Sing, o lieblicher Sängermund, Op. 33/12
- Der Gott und der Bajadere, Op. 34
- Fahrewohl, Op. 35/1
- April, Op. 35/2
- Gottes Segen, Op. 35/3
- Elegie Op. 36/1: Wehmut 'Ich Kann Wohl Manchmal Singen'
- Elegie Op. 36/2: Liebesfruhling 'Ich Sah Den Lenz Einmal'
- Elegie Op. 36/3: Stille Sicherheit 'Horch, Wie Still Es Wird Im Dunklen Hain'
- Elegie Op. 36/4: Frage Nicht 'Wie Sehr Ich Dein, Soll Ich Dir Sagen?'
- Elegie Op. 36/5: Warnung Und Wunsch 'Lebe Nicht So Schnell Und Sturmisch'
- Elegie Op. 36/6: Zweifelnder Wunsch 'Wenn Worte Dir Vom Rosenmunde Weh’n'
- Elegie Op. 36/7: Waldlied 1 'Durch Den Hain Mit Bangem Stosse'
- Elegie Op. 36/8: Waldgang 'Ich Ging An Deiner Seite'
- Elegie Op. 36/9: An Den Wind 'Ich Wand’re Fort Ins Ferne Land'
- Elegie Op. 36/10: Kommen Und Scheiden 'So Oft Sie Kam'
- Elegie Op. 36/11: Vesper 'Die Abendglocken Klangen'
- Elegie Op. 36/12: Harbstklage 'Holder Lenz, Du Bist Dahin!'
- Elegie Op. 36/13: Herbstgefuhl 1 'Murrisch Braust Der Eichenwald'
- Elegie Op. 36/14: Nachklang 'Schon Kehren Die Vogel Wieder Ein'
- Elegie Op. 36/15: Herbstgefuhl 2 'Der Buchenwald Ist Herbstlich Schon Gerotet'
- Elegie Op. 36/16: Das Mondlicht 'Dein Gedenkend Irr’ Ich Einsam'
- Elegie Op. 36/17: Vergangenheit 'Hesperus, Der Blasse Funken'
- Elegie Op. 36/18: Waldlied 2 'Die Vogel Flieh’n Geschwind Zum Nest'
  - Elegie Op. 36/19: Herbstentschluss 'Trube Wolken, Herbstesluft'
- Elegie Op. 36/20: Verlorenes Gluck 'Die Baume Rauschen Hier Noch Immer'
- Elegie Op. 36/21: Angedenken 'Berg Und Taler Wieder Fingen'
- Elegie Op. 36/22: Welke Rose 'In Einem Buche Blatternd'
- Elegie Op. 36/23: Dichterlos 'Fur Alle Muss Vor Freuden'
- Elegie Op. 36/24: Der Einsame 'Komm, Trost Der Welt'
- Unser ist das Los der Epigonen, Op. 38/1
- O heiliger Augustin im Himmelssaal, Op. 38/2
- Der Herr gab dir ein gutes Augenpaar, Op. 38/3
- Wenn schlanke Lilien wandelten, Op. 38/4
- Nun schmücke mir dein dunkles Haar, Op. 38/5
- Perlen der Weisheit sind mir deine Zähne, Op. 38/6
- Ich halte dich in meinem Arm, Op. 38/7
- Berge dein Haupt, wenn ein König vorbeigeht, Op. 38/8
- Mich tadelt der Fanatiker, Op. 38/9
- Verbogen und zerkniffen war der vordre Rand an meinem Hut, Op. 38/10
- Wie poltert es! Abscheuliches Geröll, Op. 40/1
- Da lieg’ ich denn, ohnmächtiger Geselle, Op. 40/2
- Ha! was ist das?, Op. 40/3
- Läg’ ich, wo es Hyänen gibt, Op. 40/4
- Horch! Stimmen und Geschrei, Op. 40/5
- Als endlich sie den Sarg hier abgesetzt, Op. 40/6
- Horch – endlich zittert es durch meine Bretter!, Op. 40/7
- Da hab’ ich gar die Rose aufgegessen, Op. 40/8
- Zwölf hat’ s geschlagen, Op. 40/9
- Ja, hätt’ ich ein verlassnes Liebchen nun, Op. 40/10
- Wie herrlich wär’ s, zerschnittner Tannenbaum, Op. 40/11
- Der erste Tannenbaum, den ich gesehn, Op. 40/12
- Der schönste Tannenbaum, den ich gesehn, Op. 40/13
- Und wieder schlägt’ s – ein Viertel erst und zwölfe!, Op. 40/14
- Es geht wohl anders, als du meinst, Op. 42/1
- Herz, in deinen sonnenhellen Tagen, Op. 42/2
- Was willst auf dieser Station?, Op. 42/3
- Die Lerche grüßt den ersten Strahl, Op. 42/4
- Wenn der Hahn kräht auf dem Dache, Op. 42/5
- Der Sturm geht lärmend um das Haus, Op. 42/6
- Ewig muntres Spiel der Wogen, Op. 42/7
- Der Wand’rer von der Heimat weit, Op. 42/8
- Nachtgefühl, Op. 44/1
- Magie der Farben, Op. 44/2
- Verwelkende Rosen, Op. 44/3
- Abends, Op. 44/4
- Mittag im September, Op. 44/5
- Blauer Schmetterling, Op. 44/6
- Pfeifen, Op. 44/7
- Sommernacht, Op. 44/8
- Für Ninon, Op. 44/9
- Vergänglichkeit, Op. 44/10
- Erinnerung: Du warst mir ein gar trauter, lieber Geselle, Op. 45/1
- Aufbruch: Des Himmelsfrohes Antlitz brannte, Op. 45/2
- Die Lerche: Froh summte nach der süßen Beute, Op. 45/3
- Der Eichwald: Ich trat in einen heilig düstern Eichwald, Op. 45/4
- Der Hirte: Schon zog vom Wald ich, Op. 45/5
- Einsamkeit: Schon seh’ ich Hirt’ und Herde nimmer, Op. 45/6
- Die Ferne: Des Berges Gipfel war erschwungen, Op. 45/7
- Das Gewitter: Noch immer lag ein tiefes Schweigen, Op. 45/8
- Der Schlaf: Ein Greis trat lächelnd mir entgegen, Op. 45/9
- Der Abend: Die Wolken waren fortgezogen, Op. 45/10
- Liebe und Vermählung, Erste Stimme: Sieh dort den Berg mit seinem Wiesenhange, Op. 47/1a
- Liebe und Vermählung, Zweite Stimme: Sieh hier den Bach, abei die Waldesrose, Op. 47/1b
- Andante appassionato, Op. 47/1c
- Der schwere Abend: Die dunklen Wogen hingen, Op. 47/1d
- Blick in den Strom: Sahst du ein Glück vorübergehn, Op. 47/1e
- Presto, Op. 47/2a
- Traumgewalten: Der Traum war so wild, der Traum war so schaurig, Op. 47/2b
- Ein Herbstabend: Es weht der Wind so kühl, Op. 47/3
- Waldlieder Nr. 9: Rings ein Verstummen, ein Entfärben, Op. 47/4
- Der einsame Trinker Nr. 1: Ach, wer möchte einsam trinken, Op. 47/5a
- Allegretto, Op. 47/5b
- Impromptu: O Einsamkeit, wie trink ich gerne, Op. 47/5c
- Allegretto tranquillo, Op. 47/5d
- Heerwagen, mächtig Sternbild der Germanen, Op. 47/5e
- Nachtgruß, Op. 51/1
- Motto, Op. 51/2
- Trost, Op. 51/3
- Er ist’s, Op. 51/4
- Septembermorgen, Op. 51/5
- Spruch, Op. 51/6
- Die Liebe: Die Liebe hemmet nichts, Op. 52/1
- Phidile: Ich war erst sechzehn Sommer alt, Op. 52/2
- Ein Wiegenlied, bei Mondschein zu singen: So schlafe nun, du Kleine!, Op. 52/3
- Als er sein Weib und’s Kind schlafend fand: Das heiß' ich rechte Augenweide, Op. 52/4
- Die Natur: Tausend Blumen um mich her, Op. 52/5
- Der Frühling: Heute will ich fröhlich, fröhlich sein, Op. 52/6
- Die Sternseherin: Ich sehe oft um Mitternacht, Op. 52/7
- Kuckuck: Wir Vögel singen nicht egal, Op. 52/8
- Ein Lied, hinterm Ofen zu singen: Der Winter ist ein rechter Mann, Op. 52/9
- Abendlied: Der Mond ist aufgegangen, Op. 52/10
- Der Mensch: Empfangen und genähret, Op. 52/11
- Die Römer: Die Römer, die, vor vielen hundert Jahren, Op. 52/12
- Der Schwarze in der Zuckerplantage: Weit von meinem Vaterlande, Op. 52/13
- Der Krieg: 's ist Krieg, 's ist Krieg!, Op. 52/14
- Auf den Tod einer Kaiserin: Sie machte Frieden, Op. 52/15
- Der Tod: Ach, es ist so dunkel in des Todes Kammer, Op. 52/16
- Spruch: Der Mensch lebt und bestehet, Op. 52/17
- Für ein Gesangfest im Frühling, Op. 54
- Trost der Kreatur: Wie schlafend unterm Flügel, Op. 55/1
- Sonnenuntergang: In Gold und Purpur tief verhüllt, Op. 55/2
- Siehst du den Stern, Op. 55/3
- Stille der Nacht: Willkommen, klare Sommernacht, Op. 55/4
- Unter Sternen: Wende dich, du kleiner Stern, Op. 55/5
- Abendlied an die Natur: Hüll’ ein mich in die grünen Decken, Op. 55/6
- Unruhe der Nacht: Nun bin ich untreu worden, Op. 55/7
- Aus den Waldliedern I: Arm in Arm und Kron’ an Krone, Op. 55/8
- Aus den Waldliedern II: Aber auch den Föhrenwald, Op. 55/9
- Stilleben (aus den Rheinbildern): Durch Bäume dringt ein leiser Ton, Op. 55/10
- Das Tal (aus den Rheinbildern): Mit dem grauen Felsensaal, Op. 55/11
- Abendlied: Augen, meine lieben Fensterlein, Op. 55/12
- Wir wähnten lange recht zu leben, Op. 55/13
- Flack’re, ew’ges Licht im Tal, Op. 55/14
- Die Zeit geht nicht, Op. 55/15
- Trübes Wetter: Es ist ein stiller Regentag, Op. 55/16
- Frühgesicht (aus den Rheinbildern): Es donnert über der Pfaffengass’, Op. 55/17
- Frühlingsglaube: Es wandert eine schöne Sage, Op. 55/18
- In der Trauer: Ein Meister bin ich worden, Op. 55/19
- Den Zweifellosen I: Wer ohne Leid, der ist auch ohne Liebe, Op. 55/20
- Den Zweifellosen II: Es ist nicht Selbstsucht, Op. 55/21
- Tod und Dichter: Deiner bunten Blasen Kinderfreude, Op. 55/22
- An das Herz: Willst du nicht dich schließen, Op. 55/23
- Aus: Ein Tagewerk I: Vom Lager stand ich mit dem Frühlicht auf, Op. 55/24
- Aus: Ein Tagewerk II: Aber ein kleiner goldener Stern, Op. 55/25
- O Frühlingshauch, o Liederlust, Op. 56/1
- Die Ströme ziehn zum fernen Meer, Op. 56/2
- Ich bin ein Spielmann von Beruf, Op. 56/3
- Und wieder nehm’ ich die Harfe zur Hand, Op. 56/4
- Mein Herz ist wie ein Saitenspiel, Op. 56/5
- O Lebensfrühling, Blütendrang, Op. 56/6
- Leidenschaft: Was immer mir die Feindschaft unterschoben, Op. 57/1
- Muttersprache: Dich vor allem, heilige Muttersprache, Op. 57/2
- Liederfrühling: Der Lenz ist da, Op. 57/3
- Waldeinsamkeit: Wo über mir die Waldnacht finster, Op. 57/4
- Vorwurf: Wohl ist es schön, auf fauler Haut, Op. 57/5
- Rechtfertigung: Nicht, daß ich dies Bestreben nicht erfasse, Op. 57/6
- Abkehr: Wie einst den Knaben lacht ihr noch heut mich an, Op. 57/7
- Waldvögelein: Waldvögelein, wohin ziehst du?, Op. 57/8
- Aus dem Süden: Nicht allein in Rathaussälen, Op. 57/9
- Riviera: In diesen Silberhainen von Oliven, Op. 57/10
- Nacht, Muse und Tod: Komm, ambrosische Nacht, Op. 57/11
- Sapphische Strophe: Schweigen rings; im Garten der Villa plaudert, Op. 57/12
- Sonnenuntergang: O wie träumt es sich süß, Op. 57/13
- Warnung: Wenn ein Gott dir gab für’ s Schöne, Op. 57/14
- Heimweh: Hier pflegt Natur mit ihren goldnen Auen, Op. 57/15
- Rückkehr: Schon verstummt das Lied der Grille, Op. 57/16
- Einst: Ihr Bilder, die die Zeit begrub, Op. 57/17
- An meine Großmutter: Wie floß von deiner Lippe milde Güte, Op. 57/18
- Trauer: Ein unbezwingbar dunkler Hang, Op. 57/19
- Der Waldsee: Wie bist du schön, du tiefer, blauer See!, Op. 57/20
- Im Klosterkeller: Hier scheidet die Klosterpforte, Op. 57/21
- Trinklied: Greift zum Becher und laßt das Schelten!, Op. 57/22
- Distichen, Strophenlied im Tone einer Schnitzelbank: Selbstzweck sei sich die Kunst, Op. 57/23
- Spruch: Ein guter Ruf ist wie ein wohnlich Haus, Op. 57/24
- Unmut: Du sahst mich schweigen oft im Tonregister, Op. 57/25
- Trost: Nun lass’ das Lamentieren, Op. 57/26
- Das Heilige Feuer: Auf das Feuer mit dem goldnen Strahle, Op. 60/1
- Liederseelen: In der Nacht, die die Bäume mit Blüten deckt, Op. 60/2
- Reisephantasie: Mittagsruhe haltend auf den Matten, Op. 60/3
- Mit einem Jugendbildnis: Hier – doch keinem darfst du’ s zeigen, Op. 60/4
- Am Himmelstor: Mir träumt, ich komm’ ans Himmelstor, Op. 60/5
- In einer Sturmnacht: Es fährt der Wind gewaltig durch die Nacht, Op. 60/6
- In Harmesnächten: Die Rechte streckt’ ich schmerzlich oft, Op. 60/7
- Lenzfahrt: Am Himmel wächst der Sonne Glut, Op. 60/8
- Frühling Triumphator: Frühling, der die Welt umblaut, Op. 60/9
- Unruhige Nacht: Heut ward mir bis zum jungen Tag, Op. 60/10
- Was treibst du, Wind?, Op. 60/11
- Hochzeitslied: Aus der Eltern Macht und Haus, Op. 60/12
- Der Gesang des Meeres: Wolken, meine Kinder, Op. 60/13
- Der römische Brunnen: Aufsteigt der Strahl, Op. 60/14
- Das Ende des Festes: Da mit Sokrates die Freunde tranken, Op. 60/15
- Die Jungfrau: Wo sah ich, Mädchen, deine Züge, Op. 60/16
- Neujahrsglocken: In den Lüften schwellendes Gedröhne, Op. 60/17
- Alle: Es sprach der Geist: Sieh auf!, Op. 60/18
- Der Reisebecher, Op. 60/19
- Das weiße Spitzchen: Ein blendendes Spitzchen, Op. 60/20
- Göttermahl: Wo die Tannenfinstre Schatten werfen, Op. 60/21
- Ich würd’ es hören: Läg’ dort unterm Firneschein, Op. 60/22
- Firnelicht: Wie pocht’ das Herz mir in der Brust, Op. 60/23
- Schwarzschattende Kastanie, Op. 60/24
- Requiem: Bei der Abendsonne Wandern, Op. 60/25
- Abendwolke: So stille ruht im Hafen, Op. 60/26
- Nachtgeräusche: Melde mir die Nachtgeräusche, Muse, Op. 60/27
- Jetzt rede du!: Du warest mir ein täglich Wanderziel, Op. 60/28
- Widmung: Die kleine Welt, mit ihren Glanzgestalten, Op. 62/1
- An einem Wintermorgen, vor Sonnenaufgang: O flaumenleichte Zeit der dunkeln Frühe!, Op. 62/2
- Gesang zu zweien in der Nacht: Wie süß der Nachtwind, Op. 62/3
- Am Walde: Am Waldsaum kann ich lange Nachmittage, Op. 62/4
- An Philomele: Tonleiterähnlich steiget dein Klaggesang, Op. 62/5
- Auf der Teck (Rauhe Alb): Hier ist Freude, hier ist Lust, Op. 62/6
- Das Mädchen an den Mai: Es ist doch im April fürwahr, Op. 62/7
- Im Park: Sieh, der Kastanie kindliches Laub, Op. 62/8
- Main Fluß: O Fluß, mein Fluß im Morgenstrahl, Op. 62/9
- Lose Ware: Tinte! Tinte, wer braucht!, Op. 62/10
- Ritterliche Werbung: „Wo gehst du hin, du schönes Kind?”, Op. 62/11
- Die Schwestern: Wir Schwestern zwei, wir schönen, Op. 62/12
- Schön-Rotraut: Wie heißt König Ringangs Töchterlein?, Op. 62/13
- Peregrina: Aufgeschmückt ist der Freudensaal, Op. 62/14
- Zu viel: Der Himmel glänzt vom reinsten Frühlingslichte, Op. 62/15
- Nachts am Schreibepult: Primel und Stern und Syringe, Op. 62/16
- Aus der Ferne: Weht, o wehet, liebe Morgenwinde!, Op. 62/17
- Nur zu!: Schön prangt im Silbertau die junge Rose, Op. 62/18
- Auf eine Lampe: Noch unverrückt, o schöne Lampe, Op. 62/19
- Nachts: Horch! Auf der Erde feuchtem Grund gelegen, Op. 62/20
- Antike Poesie (An Goethe): Ich sah den Helikon, Op. 62/21
- Erinna an Sappho: „Vielfach sind zum Hades die Pfade”, Op. 62/22
- Johann Kepler: Gestern, als ich vom nächtlichen Lager, Op. 62/23
- Keine Rettung: Kunst! o in deine Arme, Op. 62/24
- Nach dem Kriege: Bei euren Taten, euren Siegen, Op. 62/25
- In ein Autographen-Album: Mein Wappen ist nicht adelig, Op. 62/26
- Impromptu (An Mörikes Hündchen Joli): Die ganz’ Welt ist in dich verliebt, Op. 62/27
- Die Enthusiasten: Die Welt wär’ ein Sumpf, Op. 62/28
- Trost: Ja, mein Glück, das langgewohnte, Op. 62/29
- Auf ein Ei geschrieben: Ostern ist zwar schon vorbei, Op. 62/30
- Auf einen Klavierspieler: Hört ihn und seht sein dürftig Instrument, Op. 62/31
- Restauration (Nach Durchlesung eines Manuskriptes mit Gedichten): Das süße Zeug ohne Saft und *Kraft!, Op. 62/32
- Gebet: Herr! Schicke, was du willst, Op. 62/33
- Der Hirtenknabe (Zu einer Zeichnung L. Richters): Vesperzeit, Betgeläut, Op. 62/34
- Auf ein Kind (das mir eine ausgerissene Haarlocke vorwies): Mein Kind, in welchem Krieg, Op. 62/35
- Zu einer Konfirmation: Bei jeder Wendung deiner Lebensbahn, Op. 62/36
- In der Krankheit: Muse und Dichter: „Krank nun vollends und matt!”, Op. 62/37
- In der Krankheit: Auf dem Krankenbette: Gleich wie ein Vogel am Fenster vorbei, Op. 62/38
- Der Geprüfte: Ist’ s möglich? sieht ein Mann so heiter aus, Op. 62/39
- Besuch in Urach: Nur fast so wie im Traum, Op. 62/40
- Vision, Op. 63
- Sonet I: So viele Quellen von den Bergen rauschen, Op. 66/1
- Sonet II: So eitel künstlich haben sie verwoben, Op. 66/2
- Sonet III: Ein Wunderland ist oben aufgeschlagen, Op. 66/3
- Sonet IV: Wer einmal tief und durstig hat getrunken, Op. 66/4
- Zwei zweistimmige Lieder, Op. 69
- Nachhall, Op. 70/1
- Einsamkeit, Op. 70/2
- Mein Herz, Op. 70/3
- Veränderte Welt, Op. 70/4
- Abendheimkehr, Op. 70/5
- Auf eine holländische Landschaft, Op. 70/6
- Stimme des Windes, Op. 70/7
- Der falsche Freund, Op. 70/8
- Niagara, Op. 70/9
- Heimatklang, Op. 70/10
- Zwischenspiel, Op. 70/11
- Der Kranich, Op. 70/12
- O du Land, Op. 70/13
- Das Grab, WoO 1
- Nachtgesang, WoO 2
- KTV (Kantonsschul-Turnverein)-Kantus, WoO 3
- Geistergruß, WoO 5
- Kinderliedchen, WoO 6
- Lieb Seelchen, laß das Fragen sein, WoO 7
- Selbstbetrug, WoO 8
- Der Gast, WoO 9
- Gleich und gleich, WoO 10
- Über den Bergen, WoO 11
- Mai, WoO 12
- Kindergottesdienst, WoO 13
- Vergangenheit, WoO 14
- Wiegenlied, WoO 15
- Das Fräulein am Meere, WoO 16
- Scheideblick, WoO 17
- Stummer Abschied, WoO 18
- Lebewohl!, WoO 19
- Vorwurf, WoO 27
- Mir glänzen die Augen, WoO 31
- Der Gott und die Bajadere, WoO 34
- Die Entschwundene, WoO 37
- Wiegenlied, WoO 44
- Im Nebel, WoO 45
- Es liegen Veilchen dunkelblau, WoO 51
- Ständchen von (Wilhelm) Busch, WoO 52
- Melodie zur Comment-Buch-Weihe, WoO 53
- Volkslied, WoO 56
- Kinder, WoO 57
- Johanniswürmchen, WoO 59
- Der öde Garten, WoO 60
- In der Dorfschenke, WoO 62
- Thatsache, WoO 64
- Schweizerlied, WoO 65
- Schlaf ein, lieb Kind, WoO 66
- Perlen, WoO 67
- Gefunden, WoO 68
- Sommerabend, WoO 78
- Andante, WoO 82
- Gesang der Mädchen aus Johannes, WoO 83
- O Springquell munterer Schwätzer (Fragment), WoO 85
- An die Türen will ich schleichen, WoO 87
- Lied (Fragment), WoO 90
- Lied (Fragment), WoO 91
- Kennst du das Land (Fragment), WoO 92
- Mit einer Primula veris (Fragment), WoO 94
- Stille Sicherheit (Fragment), WoO 95
- Am einsamen Strande plätschert die Flut (Fragment), WoO 96
- Einkehr, WoO 98
- O du Land, WoO 109
- O du Land, WoO 110
- Spätherbst, WoO 111
- Ernte, WoO 112
- Eine Kompanie Soldaten, WoO 118
- Hölty! dein Freund, der Frühling ist gekommen (Fragment), WoO 129
- Nachhall, WoO 130
- Lied (Fragment), WoO 131
- Proömion (Fragment), WoO 132